# Energia nucleare in Belgio
Nel 2011 l'energia nucleare in Belgio ha generato il 54% dell'energia elettrica prodotta in totale nel Paese.
A marzo 2010, sono presenti in questa nazione 2 centrali nucleari in funzione che dispongono complessivamente di sette reattori operativi.
Non si stanno edificando nuove centrali nucleari.
Vi è anche un'altra centrale nucleare chiusa con un reattore di ricerca spento.

## Storia
Nel 1962 presso Mol è stato costruito il primo reattore PWR belga ed europeo, di importazione statunitense. Nel 1965 fu fondato il Synatom (ora una sussidiaria di Electrabel) per valutare la costruzione di un impianto di grande potenza. Nel 1966 fu costruito il reattore franco-belga di Chooz A, quindi furono costruiti i reattori gemelli di Doel 1 e 2 e Tihange 1, questi reattori furono costruiti negli anni 1970 e successivamente modificati per aumentare i sistemi sismici e di sicurezza.
Nel 1974 fu decisa la costruzione di altri 4 reattori nei precedenti siti, nel 1988 fu deciso di non costruire un ottavo reattore, che avrebbe dovuto essere un reattore PWR-N4 come quelli di Chooz B e Civaux. Dal 1993 sono stati iniziati lavori di sostituzione dei vari componenti, nel 2009 la Electrabel ha iniziato i lavori per l'estensione della vita operativa dei tre reattori più vecchi.

### Chiusura del programma nucleare

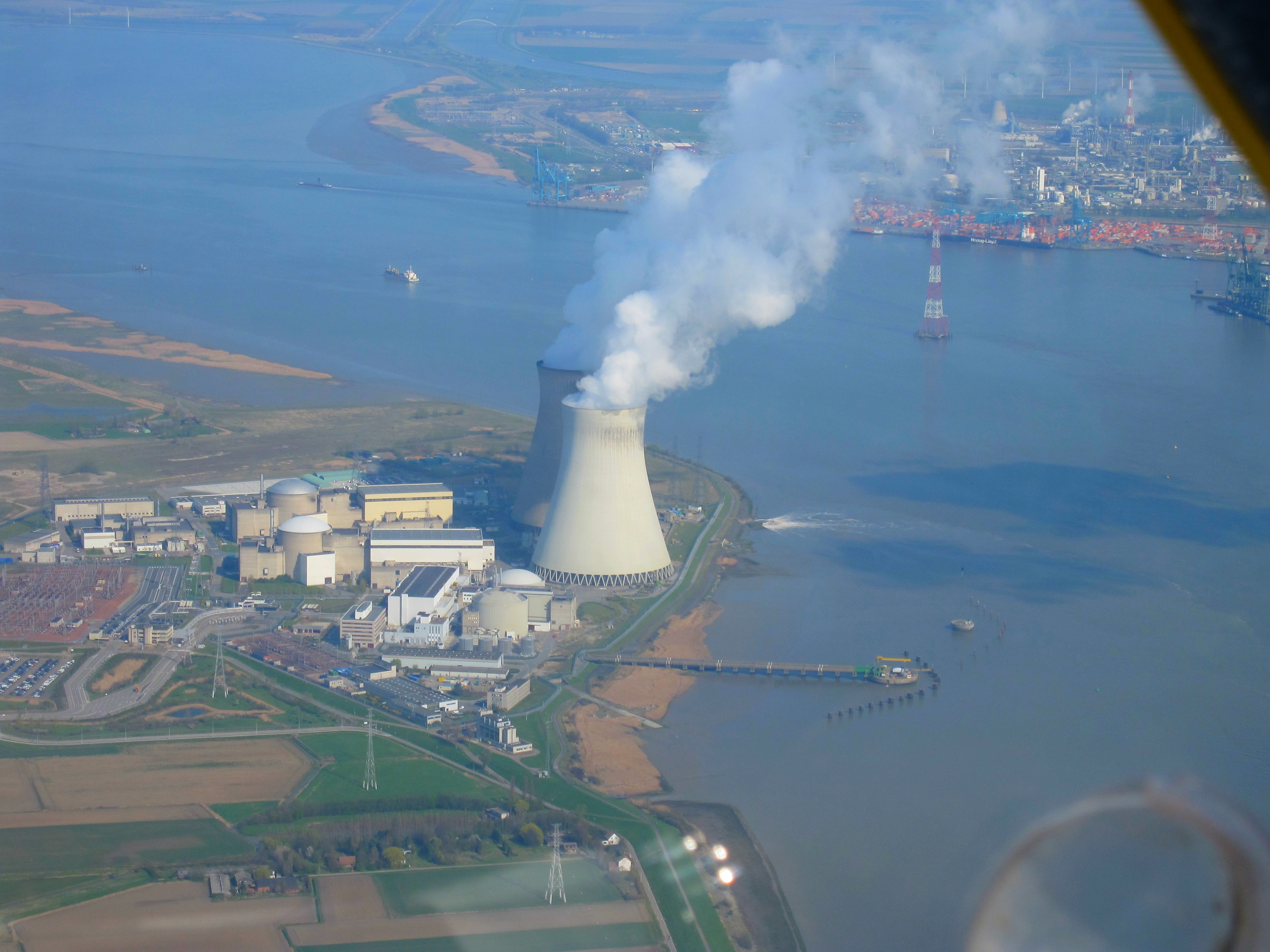
La centrale di Doel.

Nel 1999 il governo belga ha incaricato la AMPERE di studiare l'andamento del fabbisogno elettrico belga del XXI secolo. Questa ha annunciato che la vita operativa dei reattori potrebbe essere limitata a 40 anni e vietato il riprocessamento del combustibile nucleare. La commissione ha riferito nel 2000 che l'energia nucleare è importante per il Belgio e ha raccomandato un suo ulteriore sviluppo. A seguito di fattori politici nel governo, è stato approvato ad inizio 2003 una legge per la proibizione della costruzione di nuovi reattori nucleari e ha limitato la vita operativa dei reattori a 40 anni, questo però in funzione dell'ente regolatore del gas e della sicurezza degli approvvigionamenti.
Nel 2003 si è insediato un nuovo governo senza l'apporto dei verdi che avevano sostenuto la precedente legislazione per l'abbandono dell'energia nucleare. Tuttavia, nel 2005, non c'è nessuna indicazione che possa far presumere che il governo corrente revocherà la legge sull'abbandono nucleare, dopo che l'incidente di Tihange del 22 novembre 2002 ha spinto l'opinione pubblica contro l'energia nucleare. Nel settembre 2005 il governo belga ha però deciso di posporre l'abbandono del nucleare per altri 20 anni, con la possibilità di ulteriori rinvii. Non è ancora stata decisa la costruzione di nuovi impianti, anche se essa sembra probabile. Il motivo del cambiamento di rotta è dovuto al fatto che il governo ha giudicato irrealistica la sostituzione del nucleare con fonti alternative come sperato dai verdi. Le altre opzioni sarebbero l'aumento dell'uso dei combustibili fossili (incompatibile con i dettami del protocollo di Kyōto) o l'importazione di energia dall'estero (che renderebbe il paese meno indipendente energeticamente e che sarebbe comunque di origine nucleare).
Nel mese di luglio del 2005, l'autorità nazionale di pianificazione ha pubblicato un nuovo rapporto dichiarando che il petrolio e altri combustibili fossili coprono il 73.8% del fabbisogno belga di energia, l'energia nucleare il 22.3% e l'energia rinnovabile il restante 0.3%. Anche se il paese dipende in media al 22.3% dal nucleare (55% della produzione elettrica belga), nelle Fiandre ed in altre aree l'energia di origine nucleare supplisce ad una parte molto maggiore dell'energia richiesta da case e aziende; questo è uno dei principali motivi per cui il paese ha cambiato rotta, infatti era impossibile coprire con energie alternative questa larga fetta della domanda, né si poteva passare al carbone a causa del protocollo di Kyōto. Le attuali proiezioni prevedono che entro 25 anni l'energia rinnovabile aumenterà al 5%, a causa degli alti costi delle altre fonti. Il programma attuale del governo assicura che tutte le centrali nucleari cesseranno il loro funzionamento entro il 2025. Il rapporto suscita inquietudini circa i gas a effetto serra e la sostenibilità.
Nel 2007 la Commissione sull'energia 2030 ha affermato che è richiesta una sostanziale riforma della politica energetica nazionale ed in particolare sull'energia nucleare per la riduzione delle emissioni di anidride carbonica, sicurezza energetica e stabilità economica. Ha inoltre riferito che la decisione del 2003 può essere riconsiderata se non si vuole un raddoppio del prezzo dell'energia elettrica, un aumento delle importazioni ed un mancato raggiungimento dei limiti di emissioni; la vita operativa dei reattori può essere estesa senza problemi. Nell'ottobre 2009 il governo ha accolto la richiesta una estensione di 10 anni per i tre reattori più vecchi, mentre è ancora in discussione quello per gli altri 4 reattori, visto che nell'aprile 2010 è cambiato il governo e questo non ha ancora preso una decisione definitiva inerente alla chiusura degli impianti, al momento rimane in vigore la precedenza legge.
Nel maggio 2010 il CREG ha stimato che il costo dell'energia dagli impianti nucleari belgi è fra 1.7 e 2.1c€/kWh, incluso il ciclo del combustibile, manutenzione, stime dei costi per decommissioning e smaltimento dei rifiuti, questo dato è da comparare con i 6c€/kWh del prezzo di mercato dell'elettricità ed i 8.8-10.7c€/kWh del costo dei certificati verdi.

### La clausola per il phase-out
È stata in discussione l'uscita della nazione dall'uso dell'energia nucleare dal suo mix di elettrogenerazione. Da una prima decisione di chiudere i reattori a fine della propria vita operativa, si sta ora provvedendo a verificare l'effettiva possibilità di allungamento del funzionamento dei reattori visto che dovrebbero essere rimpiazzati con maggiori importazioni o con centrali a combustibile fossile. Questa possibilità è stata già approvata per alcuni reattori, posticipandone la chiusura rispetto a quanto in origine preventivato; la decisione finale è per il momento rimandata.
A fine ottobre 2011, il nuovo governo appena insediatosi, ha ribadito la chiusura del parco reattori nazionale sotto una condizione sospensiva, mentre il progetto era stato invece disposto senza riserve nel 2003. La clausola è che entro il 2025 siano state individuate fonti alternative adeguate a garantire la sicurezza e l'economicità delle forniture elettriche. A metà giugno 2012 il governo ha poi deciso per un definitivo prolungamento di Tihange 1 al 2025, mentre ha confermato la chiusura di Doel 1 e 2 allo scadere dei 40 anni, cioè fra il 2014 ed il 2015, questo per evitare problemi di approvvigionamento durante l'inverno. Di contro, questa decisione conferma la chiusura in tre anni di circa 5000 MW e quindi la mancanza di quasi il 50% della produzione elettrica belga.. Nonostante la decisione di chiusura prevista nella legge del 2003, il 18 giugno 2015 il Parlamento ha votato una legge per estendere la vita utile dei reattori Doel1 e Doel2 di 10 anni, rispettivamente fino al 2024 e al 2025.

## Ciclo del combustibile
Il combustibile nucleare belga è fornito dalla Synatom, una sussidiaria di Electrabel. La Synatom è possiede l'11% di Eurodif, mentre nel 2008 la Electrabel ha acquistato il 5% della Société d’Enrichissement du Tricastin. A Dessel è presente un impianto di fabbricazione del combustibile con una capacità di 700t/y, capace di fabbricare anche combustibile MOX con una capacità di 200t/y; a Dessel è presente un secondo impianto per il combustibile MOX, chiuso nel 2006 e che è prospettato essere smantellato nel 2013. Il combustibile MOX è stato usato dal Belgio fin dal 1995 e la politica energetica richiede che il plutonio ricavato sia utilizzato appena prodotto dal riprocessamento.
A Dessel è presente anche un centro di riprocessamento, rimasto in funzione dal 1966 al 1974. Dal 1976 tutto il combustibile nucleare viene spedito a La Hague, nel 1993 il parlamento ha deciso però di sospendere il contratto e di utilizzare un ciclo semplice per il combustibile.

## Reattori di ricerca
L'istituto di ricerca nucleare belga SCK/CEN è situato presso Mol, qui è presente il reattore BR2 da 100 MW a piscina ad alto flusso che ha iniziato a funzionare dal 1961, sono presenti anche altri 2 reattori più piccoli di ricerca. Il BR2 fornisce il 16% della produzione mondiale di Molibdeno 99 per uso medico.
Nel 1967 il Belgio, i Paesi Bassi e la Germania collaborarono per la costruzione di un reattore FBR a Kalkar in Germania, il reattore non è però mai entrato in funzione. Il Belgio ha anche partecipato alla costruzione del reattore Superphénix.
Il SCK/CEN ha pianificato la costruzione del MYRRHA, un reattore da 57 MW di tipologia ADS, che consiste in un acceleratore di protoni da 600 MeV e 2,5 mA che produce neutroni per spallazione su un obiettivo di piombo-bismuto. Questo reattore sarà anche usato per testare la trasmutazione delle scorie nucleari a lunga vita, per studi sul combustibile nei reattori di IV gen e per la produzione di radioisotopi medici.

## Gestione dei rifiuti e depositi geologici
La ONDRAF/NIRAS è responsabile per la gestione di tutto il materiale radioattivo della nazione, incluso trasporto, trattamento, condizionamento e smaltimento. Il principale impianto è situato presso il sito di Mol-Dessel che funziona tramite la controllata Belgoprocess. I costi dello smaltimento sono a carico delle aziende elettriche produttrici, i soldi ricavati da questo gettito sono gestiti dalla Synatom. Fino a quando il combustibile veniva riprocessato, sono tornati in patria tutti i rifiuti in formato vetrificato presso il sito di riprocessamento di Dessel, dopo il cambiamento della politica energetica tutto il combustibile è conservato presso gli impianti nucleari.
Nel 2006 il governo ha deciso di creare un sito per lo stoccaggio dei rifiuti a basso e medio livello a Dessel, anche il comune di Mol era stato considerato per l'impianto e la municipalità aveva espresso un parere favorevole.
La ricerca per un deposito geologico è in corso, sono state studiate le argille presso Mol, nel 1980 sono iniziati i lavori nel sito sperimentale di Hades che mirano a verificare la fattibilità di un utilizzo di strati argillosi come locazione per il deposito geologico definitivo.

## Produzione di uranio
Il Belgio non è un produttore di uranio; la sua produzione storica al 2006 è di 686t. Non possiede risorse uranifere a <130$/kg nel "Red Book" del 2007.

## Centrali nucleari
Tutti i dati della tabella sono aggiornati a dicembre 2017
| Reattori operativi |                    |           |                    |                                    |                                   |                        |
| Centrale | Potenza netta (MW) | Tipologia | Inizio costruzione | Allacciamento alla rete            | Produzione commerciale            | Dismissione (prevista) |
| Doel (reattore 1) | 433                | PWR       | 1º luglio 1969     | 28 agosto 1974                     | 15 febbraio 1975                  | 2024                   |
| Doel (reattore 2) | 433                | PWR       | 1º settembre 1971  | 21 agosto 1975                     | 1º dicembre 1975                  | 2025                   |
| Doel (reattore 3) | 1006               | PWR       | 1º gennaio 1975    | 23 giugno 1982                     | 1º ottobre 1982                   | 2022                   |
| Doel (reattore 4) | 1038               | PWR       | 1º dicembre 1978   | 8 aprile 1985                      | 1º settembre 1985                 | 2025                   |
| Tihange (reattore 1) | 962                | PWR       | 1º giugno 1970     | 7 marzo 1975                       | 1º ottobre 1975                   | 2025                   |
| Tihange (reattore 2) | 1008               | PWR       | 1º aprile 1976     | 13 ottobre 1982                    | 1º giugno 1983                    | 2022                   |
| Tihange (reattore 3) | 1054               | PWR       | 1º novembre 1978   | 15 giugno 1985                     | 1º settembre 1985                 | 2025                   |
| Totale: 7 reattori per complessivi 5.934 MW |                    |           |                    |                                    |                                   |                        |
| Reattori in costruzione |                    |           |                    |                                    |                                   |                        |
| Centrale | Potenza netta (MW) | Tipologia | Inizio costruzione | Allacciamento alla rete (previsto) | Produzione commerciale (prevista) | Costo (stimato)        |
| Totale: 0 reattori per complessivi 0 MW |                    |           |                    |                                    |                                   |                        |
| Reattori pianificati ed in fase di proposta |                    |           |                    |                                    |                                   |                        |
| Totale: 0 reattori per complessivi 0 MW |                    |           |                    |                                    |                                   |                        |
| Reattori dismessi |                    |           |                    |                                    |                                   |                        |
| Centrale | Potenza netta (MW) | Tipologia | Inizio costruzione | Allacciamento alla rete            | Produzione commerciale            | Dismissione            |
| BR3 | 10                 | PWR       | 1º novembre 1957   | 10 ottobre 1962                    | 10 ottobre 1962                   | 30 giugno 1987         |
| Totale: 1 reattori per complessivi 10 MW |                    |           |                    |                                    |                                   |                        |
| NOTE: - La normativa in vigore non prevede la possibilità di sostituzione degli impianti in funzione al termine del loro ciclo vitale o di un aumento del parco reattori. Si è però posposta la chiusura delle due centrali attualmente in funzione. |                    |           |                    |                                    |                                   |                        |